# Hexarthrius vitalisi
Hexarthrius vitalisi es una especie de coleóptero de la familia Lucanidae. Presenta las subespecies:
- Hexarthrius vitalisi cottoni
- Hexarthrius vitalisi miyashitai
- Hexarthrius vitalisi vitalisi

## Distribución geográfica
Habita en Vietnam y Tailandia.